# General Wayne A. Downing Peoria International Airport

i7
i11
i13
Der General Wayne A. Downing Peoria International Airport (IATA-Code: PIA, ICAO-Code: KPIA) ist der Verkehrsflughafen der amerikanischen Großstadt Peoria im US-Bundesstaat Illinois.

## Lage und Verkehrsanbindung
Der General Wayne A. Downing Peoria International Airport befindet sich neun Kilometer südwestlich des Stadtzentrums von Peoria. Die Interstate 474 verläuft nordöstlich des Flughafens, während die Illinois Route 116 nördlich des Flughafens verläuft.
Der General Wayne A. Downing Peoria International Airport ist nicht in den Öffentlichen Personennahverkehr eingebunden, Fluggäste müssen auf Mietwagen, Taxis und ähnliche Angebote zurückgreifen.

## Flughafenanlagen

### Start- und Landebahnen
Der General Wayne A. Downing Peoria International Airport verfügt über zwei Start- und Landebahnen. Die Start- und Landebahn 13/31 ist 3080 Meter lang und 46 Meter breit, der Belag besteht aus Asphalt. Die Start- und Landebahn 02/20 ist 2440 Meter lang und 46 Meter breit, der Belag besteht aus Beton.

### Passagierterminal

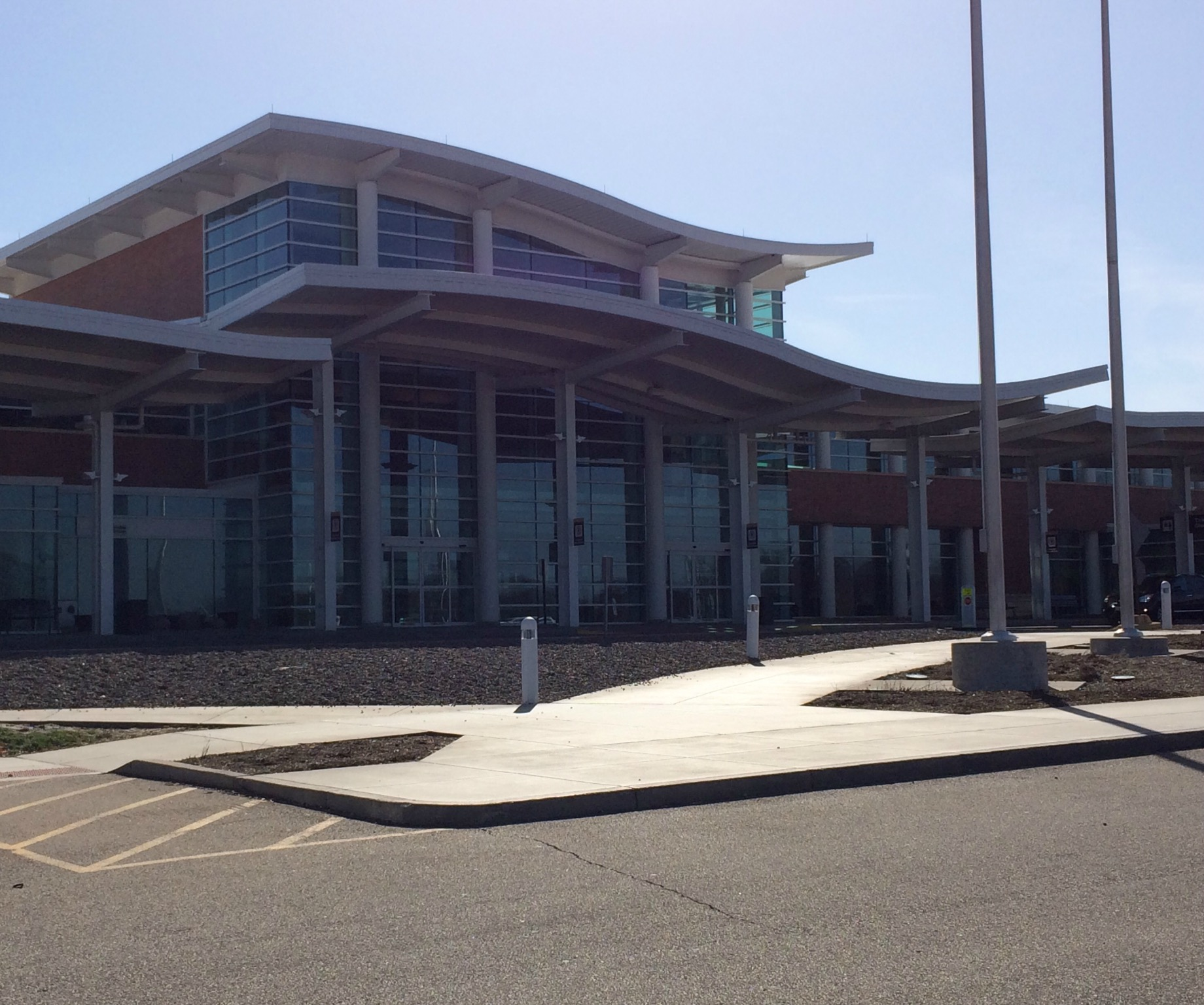
Außenansicht des Inlandsterminals

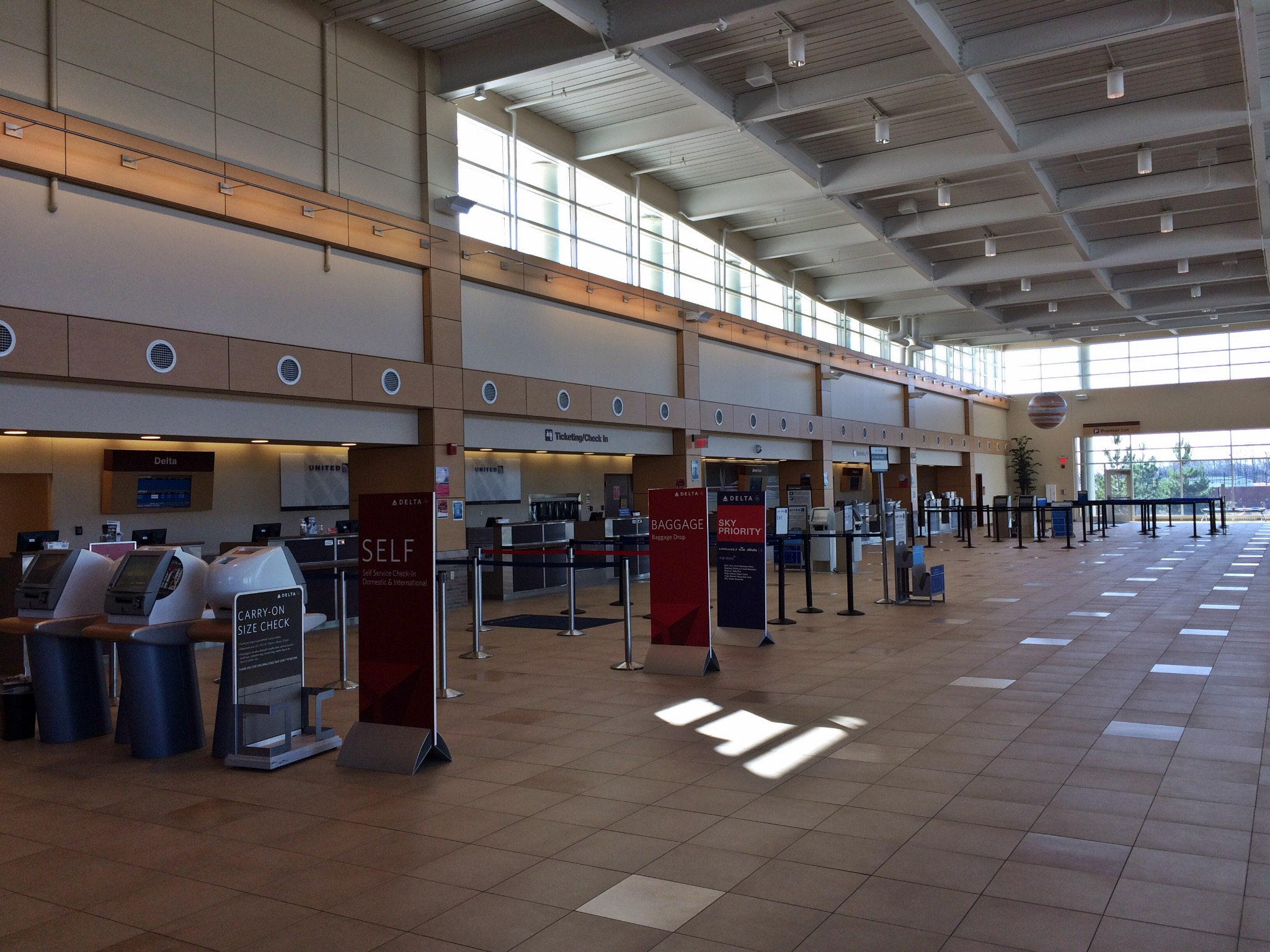
Innenansicht des Inlandsterminals

Der General Wayne A. Downing Peoria International Airport verfügt über zwei Passagierterminals, diese liegen an der nördlichen Seite des Flughafengeländes. Das Inlandsterminal hat eine Fläche von 11.613 Quadratmetern und wurde im April 2011 eröffnet. In ihm befinden sich sieben mit Fluggastbrücken ausgestattete Flugsteige. Im Jahr 2016 wurde östlich des Inlandsterminals das Ray LaHood International Terminal eröffnet, welches eine Fläche von 2044 Quadratmetern hat und mit zwei Flugsteigen ausgestattet ist. Im Terminal können sowohl Inlandsflüge als auch internationale Flüge abgefertigt werden.

### Militär

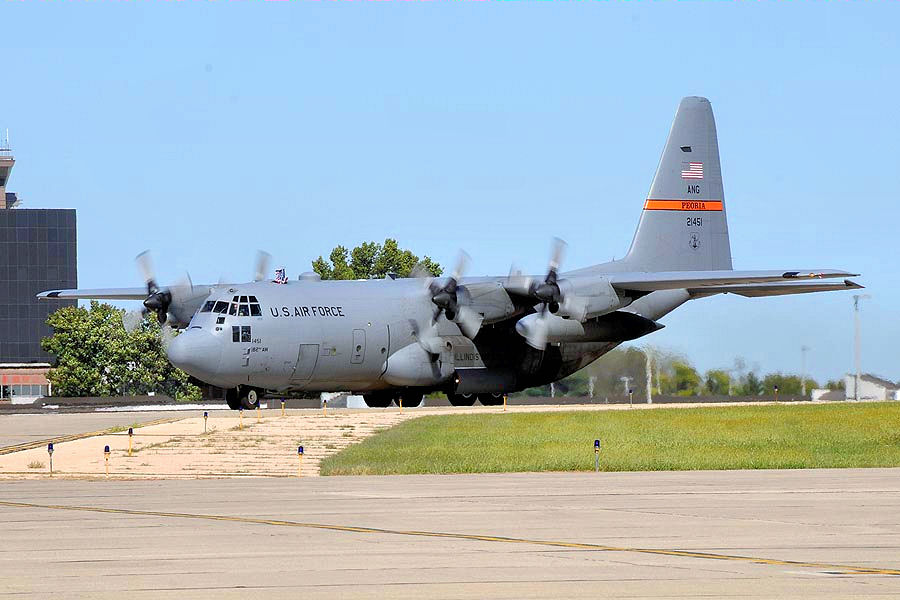
Lockheed C-130H der Illinois Air National Guard auf der Peoria Air National Guard Base

Südlich des Passagierterminals liegt die Peoria Air National Guard Base der Illinois Air National Guard. Auf der Basis ist das 182nd Airlift Wing stationiert, welches ausschließlich mit Transportflugzeugen des Typs Lockheed C-130H ausgestattet ist.
Daneben befindet sich südöstlich des Passagierterminals eine Basis der Illinois Army National Guard. Auf dieser ist das 1st Battalion, 106th Aviation Regiment der Illinois Army National Guard stationiert, welches ausschließlich Transporthubschrauber des Typs Boeing-Vertol CH-47 nutzt.

## Fluggesellschaften und Ziele
Der General Wayne A. Downing Peoria International Airport wird von den Fluggesellschaften Allegiant Air, American Eagle, Delta Connection und United Express genutzt. Es werden elf Ziele in den Vereinigten Staaten angeflogen, darunter vor allem die Drehkreuze der einzelnen Fluggesellschaften.
Daneben wird der Flughafen von ABX Air im Auftrag von DHL und von UPS Airlines genutzt.

## Verkehrszahlen
| Jahr | Fluggastaufkommen | Luftfracht (Tonnen) (mit Luftpost) | Flugbewegungen |
| ---- | ----------------- | ---------------------------------- | -------------- |
| 2019 | 689.416           |                                    |                |
| 2018 | 672.594           |                                    |                |
| 2017 | 635.003           | 13.353                             | 41.418         |
| 2016 | 623.134           | 7.488                              | 39.486         |
| 2015 | 641.671           | 12.892                             | 39.871         |
| 2014 | 639.320           | 13.821                             | 36.663         |
| 2013 | 592.101           | 13.184                             | 39.225         |
| 2012 | 580.530           | 14.496                             | 46.673         |
| 2011 | 513.573           | 13.929                             | 42.999         |
| 2010 | 511.513           | 13.013                             | 37.406         |
| 2009 | 493.856           | 14.989                             | 38.870         |
| 2008 | 564.988           | 15.252                             | 49.324         |
| 2007 | 543.619           | 16.673                             | 51.047         |
| 2006 | 483.575           | 18.196                             | 52.029         |
| 2005 | 520.034           | 19.362                             | 56.979         |
| 2004 | 452.448           | 20.566                             | 60.799         |
| 2003 | 368.835           | 22.463                             | 69.669         |
| 2002 | 423.582           | 22.914                             | 76.246         |
| 2001 | 400.920           | 26.569                             | 77.253         |
| 2000 | 385.185           | 27.577                             | 84.946         |
| 1999 | 435.887           | 25.232                             | 92.339         |
| 1998 | 441.018           | 22.536                             | 94.190         |

### Verkehrsreichste Strecken
| Rang | Stadt                             | Passagiere | Fluggesellschaft               |
| ---- | --------------------------------- | ---------- | ------------------------------ |
| 01   | Chicago–O’Hare, Illinois          | 93.280     | American Eagle, United Express |
| 02   | Dallas/Fort Worth, Texas          | 43.410     | American Eagle                 |
| 03   | Atlanta, Georgia                  | 43.040     | Delta Connection               |
| 04   | Charlotte, North Carolina         | 35.840     | American Eagle                 |
| 05   | Phoenix–Mesa, Arizona             | 28.320     | Allegiant                      |
| 06   | Punta Gorda, Florida              | 27.310     | Allegiant                      |
| 07   | St. Petersburg, Florida           | 22.910     | Allegiant                      |
| 08   | Las Vegas, Nevada                 | 17.020     | Allegiant                      |
| 09   | Minneapolis/Saint Paul, Minnesota | 11.610     | Delta Connection               |
| 10   | Orlando–Sanford, Florida          | 10.070     | Allegiant                      |

## Zwischenfälle
- Am 21. Oktober 1971 berührte eine aus Chicago kommende ATECO Westwind II (Luftfahrzeugkennzeichen N51CS) der Chicago & Southern Airlines  auf Flug 804 während des Landeanflugs eine Stromleitung und stürzte ab. Alle 16 Insassen kamen durch den Absturz ums Leben.[20][21]